# Biblia genewska
Biblia genewska – protestancki przekład Pisma Świętego na język angielski, dokonany przez Williama Whittinghama i jego współpracowników, wydany w 1560 roku.

## Charakterystyka przekładu
Biblia genewska jest dziełem grupy protestanckich uczonych, którzy po dojściu do władzy Marii I Tudor (zwanej „Krwawą Mary”) w 1553 roku uciekli z Anglii przed represjami religijnymi królowej Marii i grożącą im śmiercią. Zbiegów przygarnęła społeczność protestancka w Genewie. Nowy Testament wydano w roku 1557, pełny przekład w roku 1560.
Przekład ten szybko zyskał w Anglii znaczną popularność. W porównaniu do wcześniejszych tłumaczeń łatwiej się go czytało. Była to pierwsza Biblia angielska z ponumerowanymi zarówno rozdziałami, jak i wersetami; system ten jest stosowany do dziś. Jako pierwsza posiadała ona także obszerne komentarze, wyjaśnienia, indeks tematyczny, mapy i ilustracje. Przekład zawierał również tzw. żywą paginę – u góry każdej strony podano kilka kluczowych słów, dzięki którym czytelnik mógł szybciej odnaleźć właściwy fragment. Poza tym zamiast grubego pisma gotyckiego zastosowano wyrazisty krój czcionki; podobny jest używany nawet obecnie w Bibliach angielskich. Starsza Wielka Biblia, drukowana w formacie folio, była gruba i wielka; Biblia genewska była o połowę mniejsza. Wiązała się z tym także niższa cena.
W odpowiedzi na Biblię genewską w roku 1568 wydano Biblię biskupią (ang. Bishops' Bible), przygotowaną przez biskupów w celu ograniczenia popularności Biblii genewskiej.